# Samuel Karlin
Samuel Karlin   (Janów, 8 de juny de 1924 - Palo Alto, 18 de desembre de 2007). conegut com Sam Karlin, va ser un matemàtic i estadístic estatunidenc.

## Vida i obra
Tot i haver nascut a Polònia, la seva família va emigrar als Estats Units quan ell nomes tenia dos mesos, afincant-se a Chicago on va créixer. Malgrat haver de treballar des de ben petit, va aconseguir una beca per estudiar a l'Institut de Tecnologia d'Illinois i, posteriorment, a la universitat de Princeton, en la qual es va doctorar el 1947 amb una tesi dirigida per Salomon Bochner. Des de 1948 va ser professor de l'Institut Tecnològic de Califòrnia fins que el 1956 va ser nomenat professor d'estadística de la Universitat Stanford. Va romandre a Stanford fins al final dels seus dies.
Karlin va ser pioner en l'aplicació de models estadístics per estudiar els problemes de seqüenciació biològica. Els seus treballs dels anys 1990's amb Stephen Altschul van asentar les bases del software avui conegut com BLAST per a l'anàlisi de l'ADN. El 1970 va fundar la revista Theoretical Population Biology.
El doctor Karlin va publicar 10 llibres i més de 450 articles científics.